# Апокаліпсис (фільм, 2006)
«Апокаліпсис» (англ. Apocalypto — від грец. αποκαλύπτω) — епічний фільм 2006 року, знятий Мелом Гібсоном за власним сценарієм.
В українському кінопрокаті стрічка вийшла в російському дубляжі, оскільки український дистриб'ютор «Сінергія» не захотів витрачати гроші на український дубляж.

## Сюжет
На невелике поселення, розташоване в джунглях, де живе плем'я молодого Лапи Ягуара, нападають вороги. Лапа Ягуара встигає заховати свою вагітну дружину Седмицю та малорічного сина Черепашку, спустивши їх на мотузці в глибоку яму. Загарбники-людолови розграбовують та знищують поселення й захоплюють у полон тих дорослих, які лишилися живими (дітей, що лишилися живими, вони просто кидають напризволяще). На зворотньому шляху до головного міста мая вони зустрічають хвору на віспу дівчинку, котра через вороже до неї ставлення, передрікає їм смерть в недалекому майбутньому та загибель їхнього світу. Бранців приводять до міста мая, де жінок продають у рабство, а чоловіків обмазавши кольоровою глиною та вапном, приносять у жертву кровожерливому богу Кукулькану.
На піраміді, навколо якої зібралася юрба міських мешканців, жерці розтинають чоловікам живіт, виймаючи ще живе серце, а потім відрубують голову та скидають її вниз східцями піраміди. Так само чинять і з тілом. Внизу спеціально навчені слуги ловлять голови хватками із сіток. Коли наступає черга Лапи Ягуара, то розпочинається кульмінаційна фаза сонячного затемнення, що приводить натовп у стан тривоги. Жерці та володарі, знаючи природу явища, повідомляють містянам, що Кукулькан цілком задоволений жертвами, і що Сонце скоро повернеться. За кілька хвилин Сонце дійсно повертається, а натовп приходить у релігійний екстаз. Верховний жрець дозволяє ватажкові загарбників-людоловів, Вовку Зеро позбутися решти полонених.
Полонених, що лишилися в живих, приводять на арену Амфітеатру, на дальньому кінці якої розкинулося поле із сухими стеблами кукурудзи, що за ними розташована канава із гниючими тілами жертв, а далі — джунглі. Загарбники-людолови відпускають полонених парами, пропонуючи їм бігти полем у хащі на «волю», проте стріляють у них із луків, кидають дротики та списи. Лапа Ягуара зумів лишитися живим під час бігу через поле, проте дістав важке поранення в живіт стрілою вийнявши гострий кінець якої, він завдає смертельної рани Відрізаній Скелі (сину Вовка Зеро). Далі за ним розпочинається гонитва. У зелених хащах один за одним гинуть загарбники-людолови, у тому числі й сам Вовк Зеро від примітивної пастки на дикого кабана, відповідно до пророцтва,  яке зробила хвора на проказу дівчинка.
Лапу Ягуара наздоганяють на березі моря двоє загарбників, що залишились в живих (на початку їх був цілий загін!). Проте в морі вони бачать каравели конкістадорів та шлюпки з озброєними воїнами та місіонерами. Здивовані рейдери забувають про Лапу Ягуара і він повертається у своє поселення, де звільнює з ями свою дружину Седмицю з двома дітьми. Разом із ними він розпочинає «нове життя», поза старою цивілізацією, що відходить, і новою цивілізацією, що приходить.

## В ролях
| Роль (мова оригіналу) | Роль (укр)                             | Актор (мова оригіналу) | Актор (укр)            |
| --------------------- | -------------------------------------- | ---------------------- | ---------------------- |
| Jaguar Paw            | Лапа Ягуара (син вождя)                | Rudy Youngblood        | Руді Янблад            |
| Seven                 | Седьмиця (дружина Лапи Ягуара)         | Dalia Hernandez        | Далія Ернандез         |
| Blunted               | Грубий                                 | Jonathan Brewer        | Джонатан Брюер         |
| Flint Sky             | Тверде Небо (вождь племені)            | Morris Birdyellowhead  | Морріс Бердйєллоухед   |
| Turtles Run           | Черепашка, що біжить (син Лапи Ягуара) | Carlos Emilio Baez     | Карлос Еміліо Баєз     |
| Curl Nose             | Кривий Ніс                             | Amilcar Ramirez        | Рамірез Амілкар        |
| Smoke Frog            | Димна Жаба                             | Israel Contreras       | Ізраель Контрерас      |
| Cocoa Leaf            | Листок Коки                            | Israel Rios            | Ізраель Ріос           |
| Mother-in-Law         | Теща                                   | Maria Isabel Diaz      | Марія Ізабель Діаз     |
| Sky Flower            | Квітка Неба                            | Iazua Larios           | Іазуа Ларіос           |
| Zero Wolf             | Вовк Зеро (командор рейдерів)          | Raoul Trujillo         | Рауль Трухілло         |
| Middle Eye            | Середнє Око (рейдер)                   | Gerardo Taracena       | Джерардо Тарацена      |
| Snake Ink             | Чорна Змія                             | Rodolfo Palacios       | Рудольфо Паласіоз      |
| Hanging Moss          | Висячий Мох                            | Ariel Galvan           | Аріель Гальван         |
| Drunkards Four        | Четвертий П'яниця                      | Bernardo Ruiz          | Бернардо Руіз          |
| Cut Rock              | Відрізана Скеля (син Вовка Зеро)       | Ricardo Diaz Mendoza   | Рікардо Діаз Мендоза   |
| Ten Peccary           | Десята Рохля                           | Richard Can            | Річард Кен             |
| Monkey Jaw            | Щелепа Мавпи                           | Carlos Ramos           | Карлос Рамос           |
| Buzzard Hook          | Кіготь Яструба                         | Ammel Rodrigo Mendoza  | Аммель Родріго Мендоза |
| Speaking Wind         | Вітер, що говорить                     | Marco Antonio Argueta  | Марко Антоніо Аргуета  |
| Oracle Girl           | Дівчинка-Оракул                        | Aquetzali Garcia       | Акуетзалі Гарсія       |
| Oracle Girl           | Дівчинка-Оракул                        | Maria Isidra Hoil      | Марія Ісідра Хойл      |
| Laughing man          | Чоловік, що сміється                   | Abel Woolrich          | Абель Вулріч           |
| Old Story Teller      | Старий оповідач                        |                        | Еспірідіон Акоста Кеш  |
| Young Woman           | Молода жінка                           | Mayra Sérbulo          | Майра Сербуло          |

## Знімальна група
- Автори сценарію: Мел Гібсон, Сафініа Фарад
- Режисер: Мел Гібсон
- Оператор: Дін Семлер
- Художник-постановник:
- Композитор: Джеймс Хорнер
- Продюсери: Вікі Крістіансон, Брюс Девей, Нед Дауд, Мел Гібсон, Фарад Сафініа

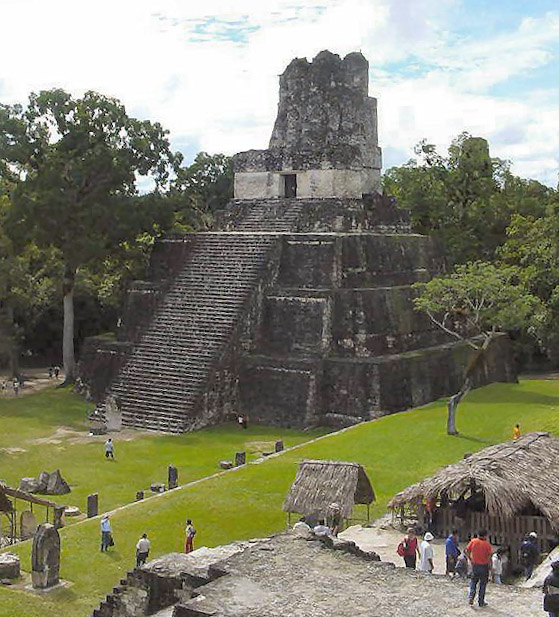
Типова маянська східчаста піраміда, щаблями якої, імовірно, спускали голови та тіла жертв.

## Ляпи
Головні події стрічки розвиваються вдень, коли відбувається Сонячне затемнення. У цей момент Місяць перебуває у фазі молодика. Далі, вночі, що по сюжету складає не більше доби, герої стрічки спостерігають повний місяць. Насправді, щоб переміститися на протилежну точку своєї обіжниці, Місяцю знадобиться 14 діб, час незбагнений, оскільки дружина Лапи Ягуара — Седмиця, та їхній син — Черепашка, що біжить, просто вмерли б у ямі. Правда Седмиця вбила мавпу, що випадково впала в яму, до того ж періодично йшов дощ (тож води було вдосталь). А враховуючи те, що у воді вона самостійно народила другу дитину, то вона б могла дати раду собі та своєму сину в крайньому випадку і протягом двох тижнів. Себто ляп — незначний.
Серйозніша алогічність — у пораненнях Лапи Ягуара двома стрілами, одна в праву строну живота, а друга в ліве плече. Останній тільки припинив кровотечу за допомогою прикладання пережованої кори дерева, проте не внутрішні органи. З аналогічною раною в плече, наприклад, Жанна д'Арк змогла виконувати тільки роль «символу Командора», проте сама активної участі у військових діях вже не брала. Тобто, з подібними ранами Лапа Ягуара просто не зміг би не тільки подолати відстань у кількадесят кілометрів гористою місцевістю з ріками та болотами, а тим паче випередити здорових та натренованих загарбників-людоловів, що жадали помсти.

## Нагороди

### Номінації
- Оскар (2007 рік):
  - Найкращий звук
  - Найкращий монтаж звуку
  - Найкращий грим
- Золотий глобус (2007 рік):
  - Найкращий фільм на іноземній мові
- BAFTA (2007)
  - Найкращий фільм на іноземній мові